# Federació Sanmarinesa de Futbol
El futbol a San Marino és dirigit per la Federació Sanmarinesa de Futbol (en italià: Federazione Sammarinese Giuoco Calcio).
És l'encarregada d'organitzar la lliga sanmarinesa de futbol i la Coppa Titano, així com el Trofeo Federale. També dirigeix la selecció de futbol de San Marino. Té la seu a la Ciutat de San Marino.
La FSGC també ajudà a crear el club San Marino Calcio, que participa en les competicions italianes.